# Radosław Mateja
Radosław Mateja (ur. 28 lutego 1991 w Poznaniu) – polski kompozytor, aranżer i organista, a także dyrygent i nauczyciel akademicki. Adiunkt na Akademii Muzycznej im. I. J. Paderewskiego w Poznaniu, dyrygent w Teatrze Muzycznym w Poznaniu, lider zespołu Café Majonez.

## Życiorys
W latach 1998–2004 uczęszczał do POSM I st. im. H. Wieniawskiego, a w latach 2004-2010 POSM II st. im. M. Karłowicza w Poznaniu, które z wyróżnieniem ukończył w klasie organów mgr. Roberta Hauptmanna. W 2013 r. ukończył studia licencjackie na Akademii Muzycznej w Poznaniu na kierunkach kompozycja (w klasie prof. Zbigniewa Kozuba) oraz organy (w klasie prof. Elżbiety Karolak). W 2013 r. uzyskał z rąk Leszka Możdżera – przewodniczącego jury – III nagrodę na Transatlantyk Festival Instant Composition Contest, konkursie na stworzenie improwizowanej muzyki do wyświetlanego filmu. W 2015 uzyskał z wyróżnieniem tytuł magistra na kierunku kompozycja, rozpoczynając jednocześnie pracę na macierzystej uczelni oraz otrzymał Stypendium Prezydenta Miasta Poznania dla młodych twórców. W tym samym roku na deskach Teatru Wielkiego w Poznaniu miała premiera jego kameralnej opery dziecięcej Mikołajek i inne chłopaki. Od 2016 r. pracuje w Teatrze Muzycznym w Poznaniu, gdzie dyryguje takimi spektaklami, jak Zakonnica w Przebraniu, Pippin, Księga dżungli, Virtuoso czy Piękna i bestia. W 2019 r. uzyskał stopień naukowy doktora kompozycji. W 2021 r. założył zespół Café Majonez, którego jest pianistą i aranżerem.
Jego twórczość zawiera utwory chóralne, wokalno-instrumentalne, symfoniczne, kameralne, elektroniczne, a także muzykę teatralną i filmową. Współpracował w charakterze kompozytora, aranżera i instrumentalisty z takimi instytucjami i zespołami jak Filharmonia Poznańska, Filharmonia Sudecka w Wałbrzychu, Filharmonia Gorzowska, Toruńska Orkiestra Symfoniczna, Teatr Wielki w Poznaniu, Teatr Muzyczny w Poznaniu, Chór Kameralny UAM, Chór Uniwersytetu Medycznego w Poznaniu i wiele innych. 

## Nagrody i wyróżnienia
2011:
– Transatlantyk Instant Composition Contest – wyróżnienie
2012:
– Stypendium Rektora Akademii Muzycznej dla najlepszych studentów za osiągnięcia naukowe
2013:
– Transatlantyk Instant Composition Contest – III nagroda
– Stypendium Ministra Nauki i Szkolnictwa Wyższego za wybitne osiągnięcia naukowe
– Stypendium Rektora Akademii Muzycznej dla najlepszych studentów za osiągnięcia naukowe i artystyczne
2014:
– Konkurs na miniaturę elektroakustyczną opartą na tematach z Kielecczyzny – II nagroda
– Konkurs Kompozytorski towarzyszący Regionalnemu Konkursowi na wykonanie piosenki „Lubimy śpiewać” –  tytuł laureata
– Stypendium Ministra Nauki i Szkolnictwa Wyższego za wybitne osiągnięcia naukowe
– Stypendium Rektora Akademii Muzycznej dla najlepszych studentów za osiągnięcia naukowe i artystyczne
2015:
– Konkurs na hejnał Gminy Trąbki Wielkie – 2 nagroda
2016:
– Stypendium Miasta Poznania dla Młodych Twórców